# ديبتيك

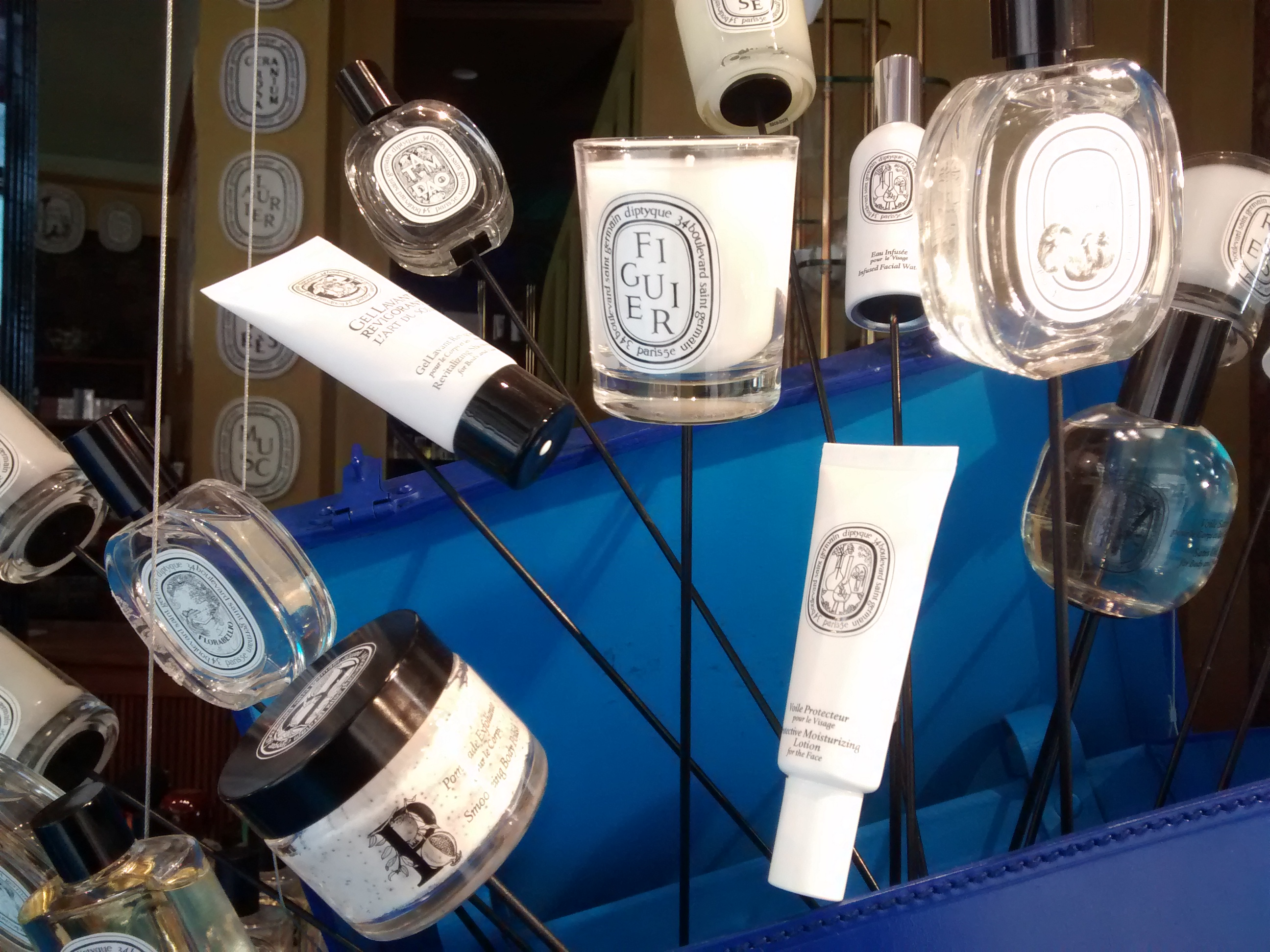
منتجات معروضة في ديبتيك

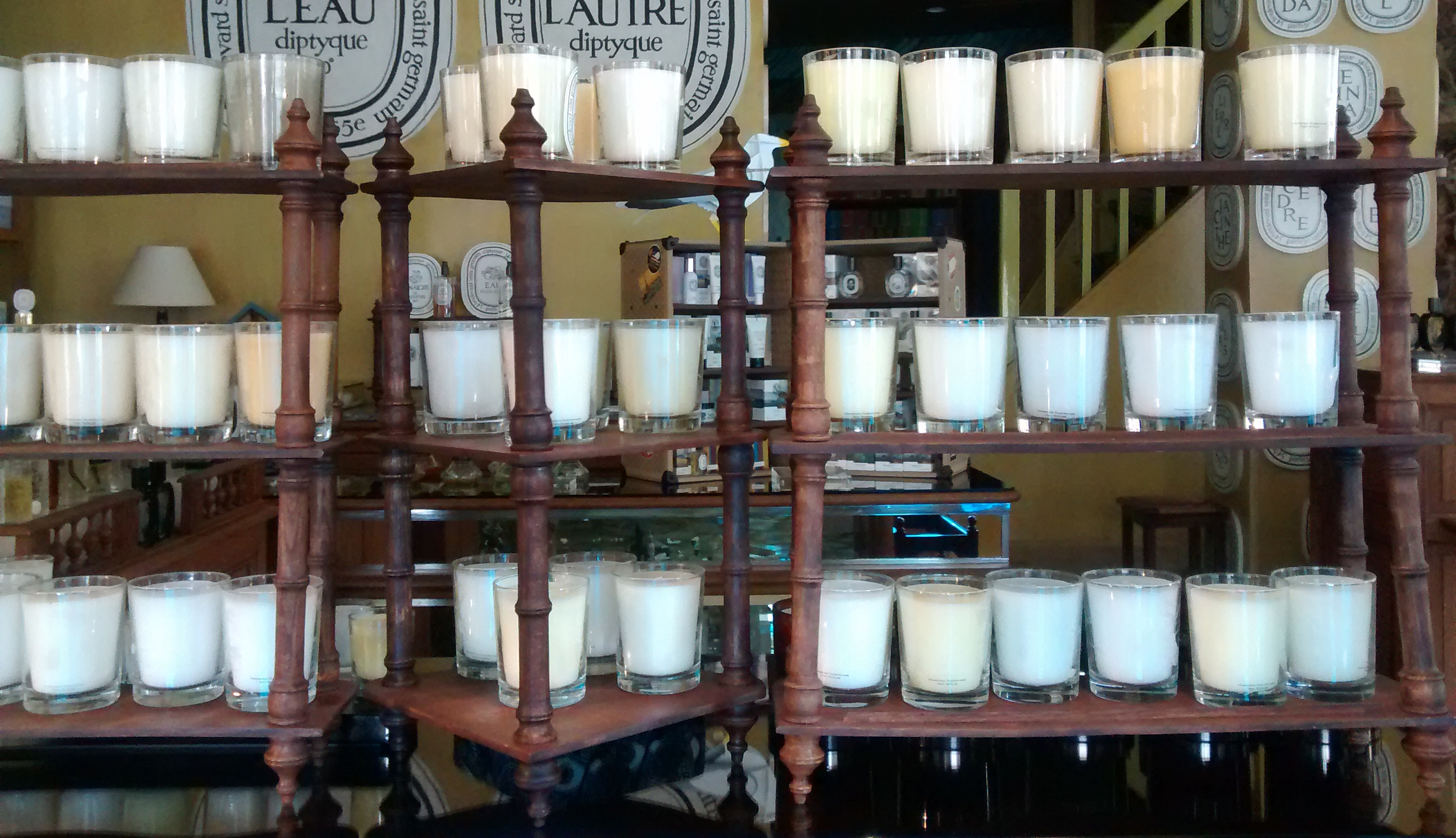
شموع معروضة في ديبتيك

سان جيرمان ديبتيك (St Germain Diptyque) هي ماركة عطور فرنسية فاخرة. مقرها في باريس، تنتج الشركة ماء عطر، ماء تواليت، شموع معطرة، وموزعات زيت عطرية. لا يزال متجرها الأصلي يقع في 34 Boulevard Saint-Germain في الدائرة الخامسة في باريس . يأتي الاسم من اليونانية القديمة (δίπτυχος) مما يعني صورة من لوحتين.

## تاريخ
في عام 2005، تم شراء الشركة من قبل شركة الأسهم الخاصة مانزانيتا كابيتال ومقرها لندن. 
لا يزال المتجر الأصلي يعمل في نفس الموقع في باريس، ولدى العلامة التجارية متاجر في لندن وطوكيو ونيويورك وهونغ كونغ وبازل والدوحة ودبي وميلانو ولاس فيغاس وسان فرانسيسكو وشيكاغو .

## عطور

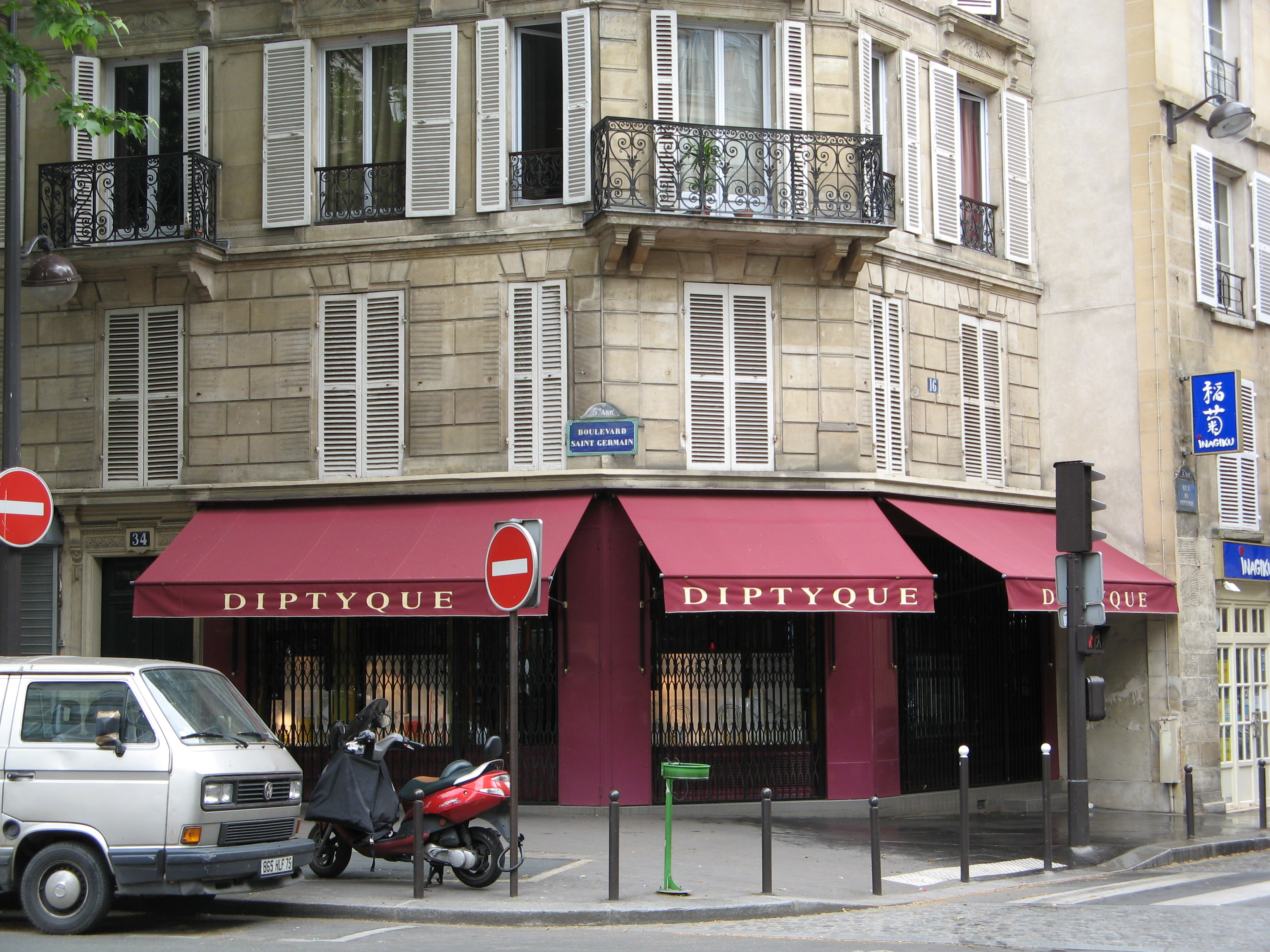
بوليفارد سان جيرمان رقم. 034 عطر Diptyque

- فيغير
- بايس
- فيلوسيكوس
- L'Ombre dans L'Eau [4]
- دو سان
- L'Eau des Sens
- ماء الورد
- تام داو
- فلور دي بو
- تيمبو

## أنظر أيضا
- بيريدو
- لو لابو
- فرانسيس كوركدجيان
- قائمة العطور

## روابط خارجية
- الموقع الرسمي